# Canva
Canva es un software y sitio web de herramientas de diseño gráfico simplificado, fundado en 2012. Utiliza un formato de arrastrar y soltar e incluso permite de manera proporcionada hacer grandes y pequeñas las figuras y proporciona acceso a más de 60 millones de fotografías y 5 millones de vectores, gráficos y fuentes. Es utilizado del mismo modo por diseñadores, como por profesionales del sector. Sus herramientas se pueden utilizar tanto para el diseño web como para los medios de impresión y gráficos.

## Historia de Canva

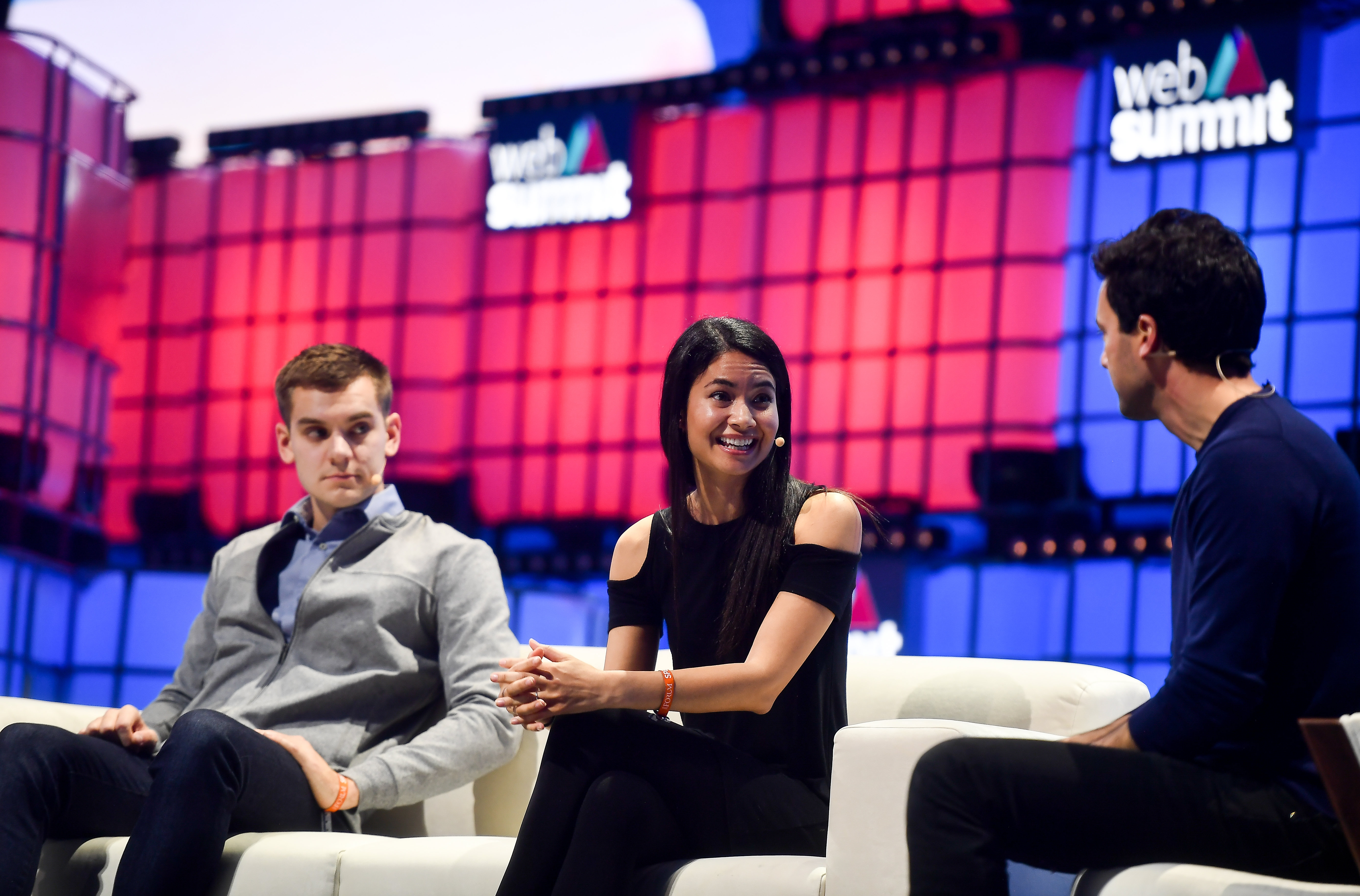
Fundadora en conferencia "Web Summit".

La compañía fue creada el 1 de enero de 2012 en Perth, Australia, por Melanie Perkins, Cliff Obrecht y Cameron Adams, quienes fundaron anteriormente Fusion Books, la editorial más grande de Australia. Canva se lanza junto a la compañía, brindando herramientas simplificadas para elaborar anuncios, diseños y carteles con vectores. Inicialmente estaba disponible solo en la versión web, siendo un año después, lanzada para Android. 
En 2015, se lanzó Canva for Work, que brinda a las empresas una herramienta para producir materiales de mercadotecnia.

## Uso de Canva
Canva funciona a base de vectores, imágenes y texto, por lo que los proyectos realizados se pueden guardar para continuar editándose continuamente sin perder movimientos.
El sitio web ofrece un catálogo de más de 15 millones de plantillas personalizables para editar y crear proyectos propios.
Las plantillas cuentan con imágenes, estilos y diseño de texto propio, y el tamaño corresponde a la plataforma social y el uso (banners, posts, historias, web). Estas pueden utilizarse modificando los elementos preestablecidos para poder diseñar una imagen.
Se puede realizar una infografía con dicho programa y es fácil de utilizar. El usuario se tiene que registrar en la página web de Canva y posteriormente puede crear los diseños que considere oportunos. También se pueden realizar líneas del tiempo.

## Características
Canva ofrece una plataforma web y una aplicación móvil que incluye:  Plantillas previamente diseñadas para presentaciones, carteles, infografías, folletos, redes sociales, entre otras cosas. Biblioteca multimedia con imágenes, iconos, videos, fuentes y gráficos. Funciones de cooperación de tiempo real para el trabajo en equipo. Exportaciones en varios formatos como JPG, PNG, PDF y MP4.
La herramienta está disponible de forma gratuita, aunque tiene una versión salarial (Canva Pro) con características adicionales.

## Aplicaciones en educación
El uso de Canva se ha extendido ampliamente en el ámbito educativo, tanto para docentes como para estudiantes. Su versión Canva for Education está orientada a facilitar la creación de materiales didácticos y el trabajo colaborativo en entornos escolares.

### Plantillas
Ejemplos de plantillas en Canva

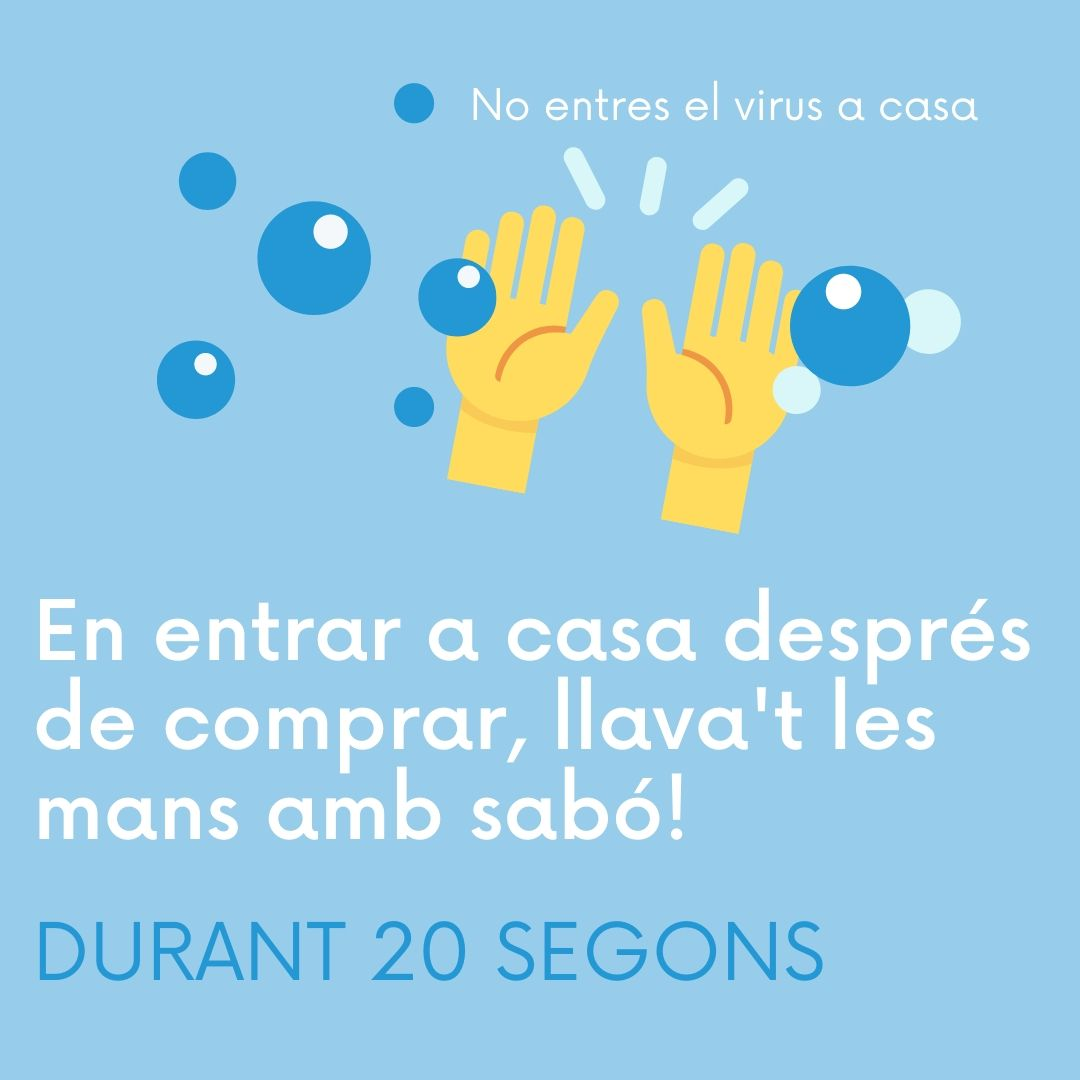
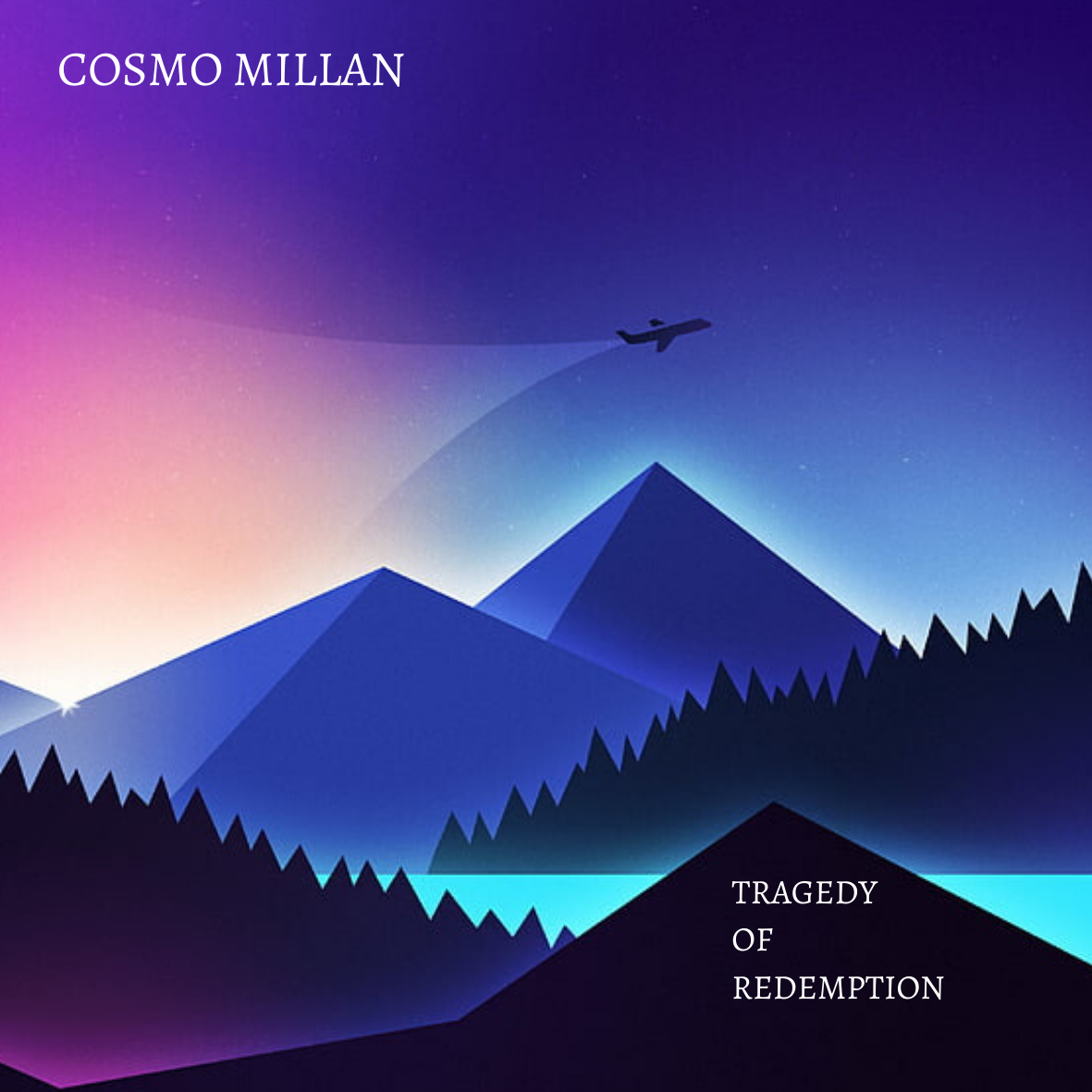
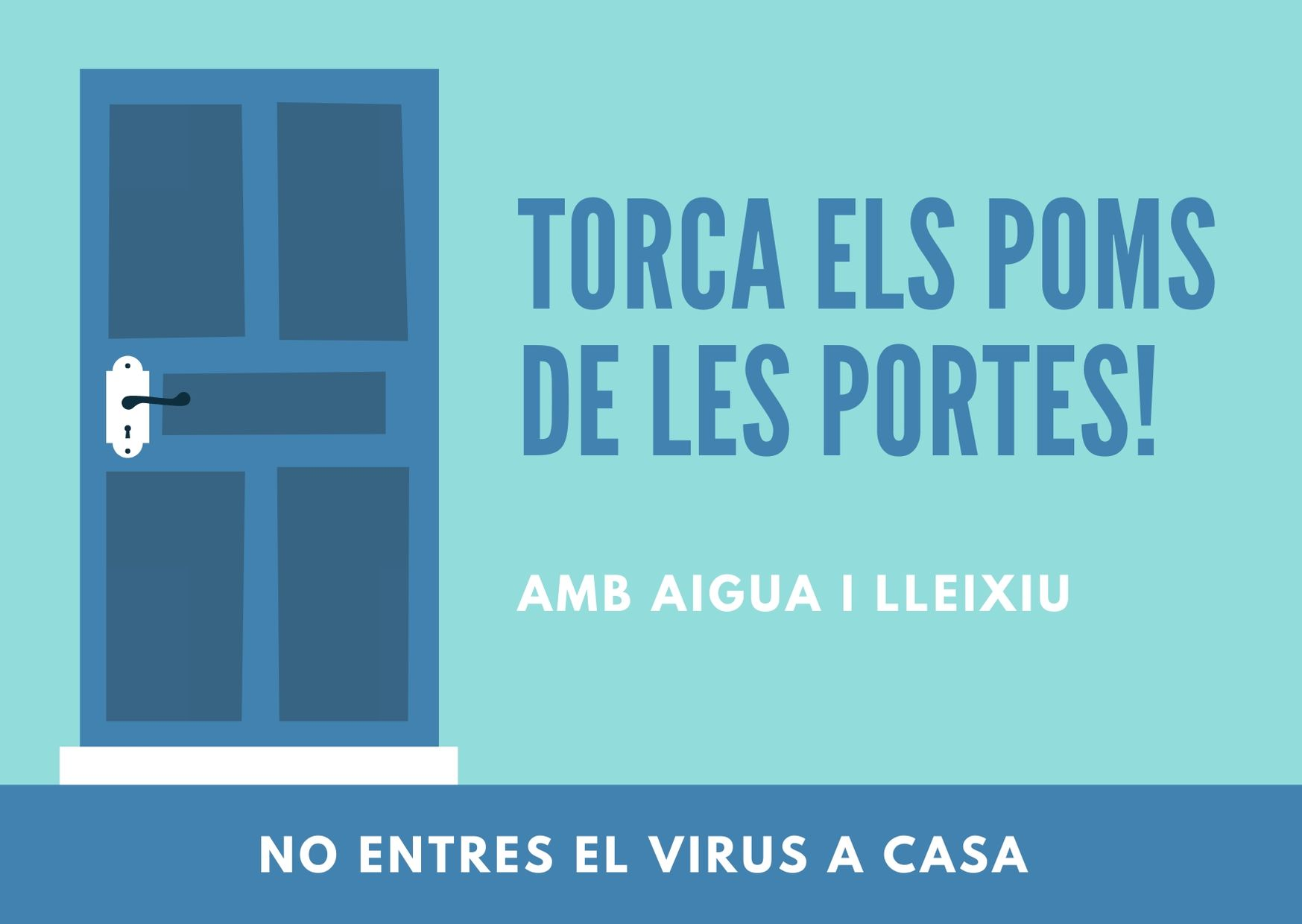
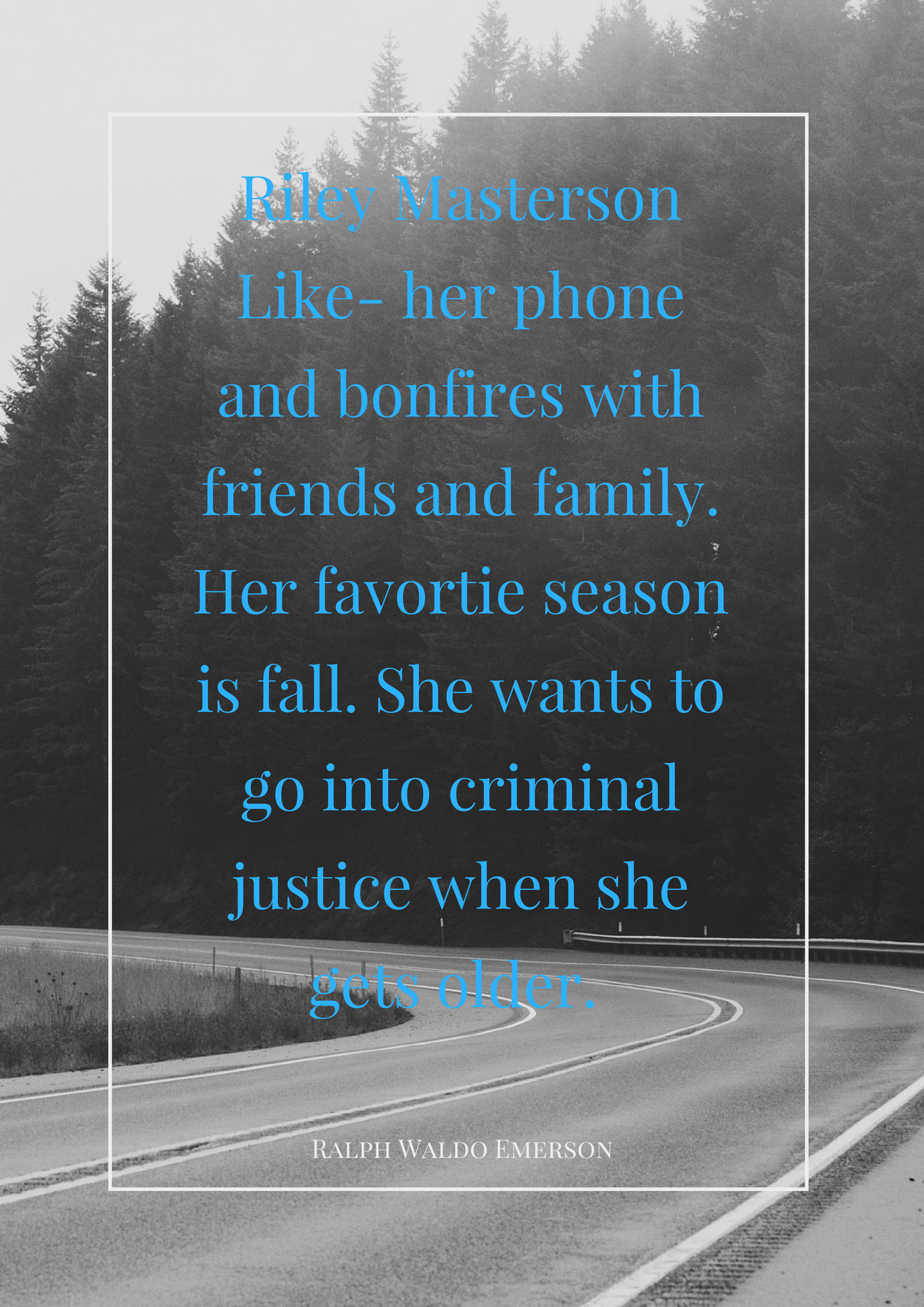
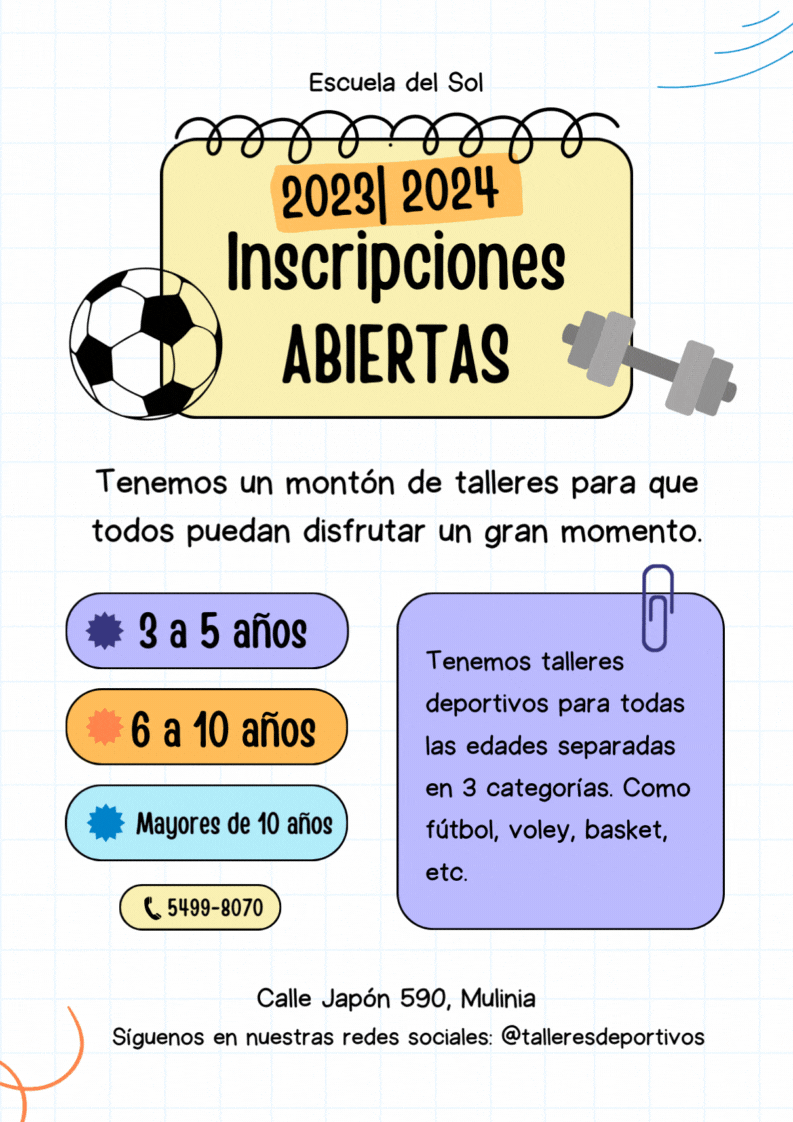

Las plantillas de Canva son elaboradas por editores propios de la comunidad y usuarios de empresas que participan en la plataforma. Canva cuenta con más de 5 millones de plantillas gratuitas, contando con algunas de pago para mantenimiento de la plataforma.

## Diseño gráfico en Canva
Canva es una herramienta de diseño gráfico en línea que permite a los usuarios crear diversos tipos de contenidos visuales mediante una interfaz sencilla basada en el principio de arrastrar y soltar (drag and drop). Fue lanzada en 2013 por los australianos Melanie Perkins, Cliff Obrecht y Cameron Adams. Su modelo freemium ha hecho que millones de personas puedan acceder a recursos de diseño sin necesidad de conocimientos técnicos avanzados. 

## Características
Canva ofrece una plataforma web y una aplicación móvil que incluye:   
- Plantillas prediseñadas para presentaciones, carteles, infografías, folletos, publicaciones en redes sociales, entre otros.
- Biblioteca multimedia con imágenes, íconos, videos, fuentes y gráficos.
- Funciones de colaboración en tiempo real para trabajo en equipo.
- Exportación en diversos formatos como JPG, PNG, PDF y MP4.
- La herramienta está disponible de forma gratuita, aunque cuenta con una versión paga (Canva Pro) con funcionalidades adicionales.

## Limitaciones
A pesar de sus ventajas, Canva presenta algunas limitaciones:
- Requiere conexión a Internet para su funcionamiento.
- No sustituye a programas de diseño gráfico profesional como Adobe Illustrator o Inkscape.
- Algunas funciones avanzadas y elementos gráficos solo están disponibles en su versión de pago.
- El uso excesivo de plantillas prediseñadas puede llevar a diseños poco originales si no se personalizan adecuadamente.

## Principios básicos del diseño
Dentro del diseño están presentes determinados principios o reglas que guían el orden, la armonía y el estilo de cualquier pieza gráfica. Entre ellos están: 
- Alineación: Consiste en dar orden a los elementos en el espacio de diseño, ayudando así a que el ojo pueda recorrer el mensaje de forma más clara.
- Contraste: Supone destacar determinados elementos frente a otros, ya sea aumentando el tamaño, el color o el estilo de fuente, para atraer así la atención.
- Proximidad: Indica que los elementos relacionados o que están más cerca están concebidos como parte de un conjunto, ayudando así al orden de la información.
- Repetición: Consiste en repetir determinados estilos o elementos en el diseño para dar unidad y identidad.
- Equilibrio: Consigue que el diseño se sienta estable y agradable, distribuyendo de forma adecuada el peso de los elementos.
- Jerarquía: Ordena los elementos en función de su importancia, ayudando así al ojo a saber en qué tiene que concentrarse primero.

## Elementos del diseño
Dentro de toda composición gráfica están presentes determinados elementos básicos, que están al servicio de expresar mensajes:
- Líneas: Usadas tanto para dar estructura como para destacar o guiar. Pueden ser rectas o curvas, más o menos gruesas.
- Formas: Composiciones de líneas que generan figuras (círculos, triángulos, cuadrados), ayudando así a dar identidad o énfasis.
- Color: Componente emocional del diseño. Aporta identidad, atrae o relaja, pone énfasis en determinados elementos y proporciona unidad.
- Texturas: Dan una expresión más vivida o realista, ayudando así a dar riqueza o profundidad al diseño.
- Espacios en blanco: También denominada “espacios muertos” o “negativos”, proporciona aire, estabilidad, legibilidad y concentración en el mensaje principal.

## Herramientas de canva
Canva proporciona una variedad de recursos en línea, tanto gratuitos como de pago, que facilitan el diseño sin necesitar conocimiento de software complejo:
- Plantilla: Modelos prediseñados que facilitan al usuario comenzar sin tener que partir de cero.
- Texto: Posibilidad de añadir textos con distintas tipografía, tamaño, color y estilo.
- Imágenes: Una extensa colección de imágenes, iconos, fotografías y fondos gratuitos.

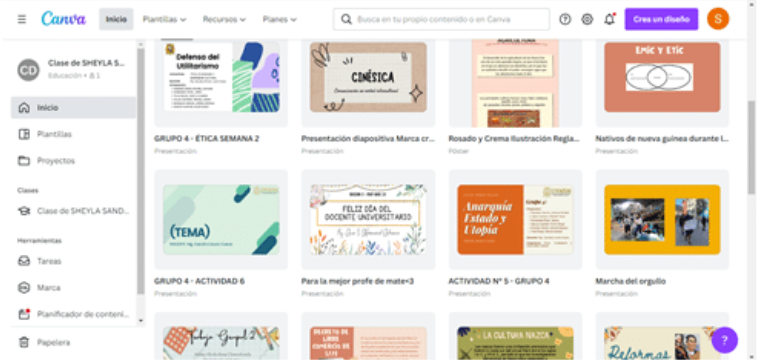
canvaaa

- Música: Canva también proporciona música sin royalties para añadir a vídeos o presentaciones.
- Vídeos: Se pueden introducir vídeos en determinados tipos de plantilla.
- Animaciones: Posible aplicar animaciones tanto a textos como a imágenes para dar una presentación más dinámica.

## Creaciones en canva
Canva proporciona una plataforma multiformato en la que el usuario puede crear una amplia variedad de productos, según el estilo o la necesidad de comunicación:
- Pósteres: Composiciones más grandes, muy usados para eventos, conferencias o campañas.
- Folletos: Formato destinado tanto a imprimir como a distribución digital.
- Invitaciones: Usadas en festividades, encuentros o eventos específicos.
- Vídeos: Pequeños clips destinado a redes, presentaciones o promociones.
- Infografía: Combinan texto, imágenes, iconos y gráfica de datos para expresar información de forma resumida.
- Portafolios: Compilaciones de trabajos, muy usados en entornos laborales o educativos.

## Tipografía
Dentro del diseño, el texto también tiene una expresión gráfica.
A la hora de elegir la fuente, el tamaño o el estilo, el diseñador tiene que considerar:
- Legibilidad: Tipografía adecuada para leer con facilidad.
- Expresividad: Una fuente más ornamental puede dar énfasis, pero en textos largos puede dificultar la comprensión.
- Clasificación: Serif, sans serif, script o decorativa. Cada una tiene una expresión, una identidad propia.

## Aplicación de diseño en la Educación
El uso de Canva se ha extendido ampliamente en el ámbito educativo, tanto para docentes como para estudiantes. Su versión Canva for Education está orientada a facilitar la creación de materiales didácticos y el trabajo colaborativo en entornos escolares.
Los docentes utilizan Canva para crear recursos visuales como organizadores gráficos, líneas de tiempo, infografías y esquemas. Estos materiales ayudan a mejorar la comprensión de conceptos abstractos y favorecen el aprendizaje visual.
Canva es una herramienta que permite fortalecer competencias digitales, como el manejo de plataformas web, el diseño de contenido visual y la comunicación gráfica. Diversos estudios han mostrado que su uso mejora las habilidades tecnológicas de los estudiantes en educación secundaria.
El diseño de productos visuales fomenta la creatividad y el pensamiento crítico en los estudiantes. La posibilidad de trabajar en equipo y de presentar resultados visuales contribuye al desarrollo de habilidades comunicativas y colaborativas.